# وینسنت هوگنون
وینسنت هوگنون (انگلیسی: Vincent Hognon؛ زادهٔ ۱۶ اوت ۱۹۷۴) بازیکن فوتبال اهل فرانسه است.
از باشگاه‌هایی که در آن بازی کرده‌است می‌توان به باشگاه فوتبال نانسی، باشگاه فوتبال نیس، و باشگاه فوتبال سن-اتین اشاره کرد.